# Произвольный разрыв
Произвольный разрыв — произвольный скачок параметров сплошной среды, то есть ситуация, когда слева от некоторой поверхности заданы одни параметры состояния среды (к примеру, в газовой динамике — плотность, температура и скорость — ({\displaystyle \rho _{1},T_{1},{\vec {v}}_{1}}), а справа — другие ({\displaystyle \rho _{2},T_{2},{\vec {v}}_{2}}). При нестационарном движении среды поверхности разрыва не остаются неподвижными, их скорость может не совпадать со скоростью движения среды.
Физически произвольный разрыв не может существовать в течение конечного времени — это потребовало бы нарушения уравнений динамики. По этой причине, если в какой-то ситуации возникло состояние, описываемое произвольным разрывом, оно сразу же по возникновении начинает распадаться — см. задача Римана о распаде произвольного разрыва. При этом, в зависимости от того, в какой среде происходит явление, и как соотносятся между собой значения переменных состояния по разные стороны от разрыва, могут возникнуть различные комбинации нормальных разрывов и волн разрежения.

## Условия
Ниже квадратными скобками обозначена разность величин по разные стороны поверхности
На поверхностях разрыва должны выполняться определенные соотношения:
1. На поверхности разрыва должен быть непрерывен поток вещества. Поток газа через элемент поверхности разрыва, отнесенный на единицу площади, должен быть одинаковым по величине по разные стороны от поверхности разрыва, то есть должно выполняться условие
{\displaystyle \left[\rho u_{x}\right]=0}
  Направление оси {\displaystyle x} выбрано нормальным к поверхности разрыва.
2. Должен быть непрерывным поток энергии, то есть должно выполняться условие
{\displaystyle \left[\rho u_{x}\left({\frac {u^{2}}{2}}+\varepsilon \right)\right]=0}
3. Должен быть непрерывен поток импульса, должны быть равны силы, с которыми действуют друг на друга газы по обеим сторонам поверхности разрыва. Так как вектор нормали направлен по оси x, то непрерывность {\displaystyle x}-компоненты потока импульса приводит к условию
{\displaystyle \left[p+\rho u_{x}^{2}\right]=0}
  - Непрерывность {\displaystyle z} и {\displaystyle y}-компонент дает

{\displaystyle \left[\rho u_{x}u_{y}\right]=0} и {\displaystyle \left[\rho u_{x}u_{z}\right]=0}

Уравнения выше представляют полную систему граничных условий на поверхности разрыва.
Из них можно сделать вывод о существовании двух типов поверхностей разрыва.

### Тангенциальные разрывы
Через поверхность разрыва нет потока вещества
{\displaystyle {\begin{cases}\rho _{1}u_{1x}=\rho _{2}u_{2x}=0\\\rho _{1},\rho _{2}\neq 0\end{cases}}\Rightarrow \qquad u_{1x}=u_{2x}=0\qquad \Rightarrow p_{1}=p_{2}}
Таким образом, на поверхности разрыва в этом случае непрерывны нормальная компонента скорости и давление газа. Тангенциальные скорости {\displaystyle u_{z}}, {\displaystyle u_{y}} и плотность могут испытывать произвольный скачок. Такие разрывы называются тангенциальными.
Контактные разрывы — частный случай тангенциальных разрывов. Скорость непрерывна. Плотность испытывает скачок, а с ней и другие термодинамические величины, за исключением давления.

### Ударные волны
Во втором случае поток вещества, а с ним и величины отличны от нуля.
Тогда из условий:
{\displaystyle \left[\rho u_{x}\right]=0;\qquad \left[\rho u_{x}u_{y}\right]=0;\qquad \left[\rho u_{x}u_{z}\right]=0}
имеем:
{\displaystyle \left[u_{y}\right]=0\quad }    и    {\displaystyle \quad \left[u_{z}\right]=0}
тангенциальная скорость непрерывна на поверхности разрыва.
Плотность, давление, а с ними и другие термодинамические величины испытывают скачок, причем скачки этих величин связаны соотношениями — условиями разрыва.
Из
{\displaystyle \left[\rho u_{x}\left({\frac {u^{2}}{2}}+\varepsilon \right)\right];}
{\displaystyle \left[u_{y}\right]=0;}
{\displaystyle \left[u_{z}\right]=0}
получим
{\displaystyle \left[\rho u_{x}\right]=0;\qquad \left[{\frac {u_{x}^{2}}{2}}+\varepsilon \right]=0;\qquad \left[p+\rho u_{x}^{2}\right]=0}
Разрывы этого типа называют ударными волнами.

## Скорость распространения разрыва
Для вывода соотношений на движущихся разрывах можно воспользоваться уравнениями
{\displaystyle {\begin{cases}{\begin{array}{lll}\oint \limits _{\partial \Omega }(\rho \;d\,x-\rho u\;d\,t)&=&0\\\oint \limits _{\partial \Omega }(\rho u\;d\,x-(p+\rho u^{2})\;d\,t)&=&0\\\oint \limits _{\partial \Omega }(E\;d\,x-u(p+E)\;d\,t)&=&0\\\end{array}}\end{cases}}},
полученными с помощью метода Годунова. Она же:
{\displaystyle \oint \limits _{\partial \Omega }(qdx-fdt)=0}
Газодинамический разрыв в одномерном нестационарном случае геометрически представляет собой кривую в плоскости. Построим контрольный объем возле разрыва так, чтобы две стороны контура, охватывающего этот объем, располагались параллельно разрыву по обеим сторонам разрыва, а две другие стороны были перпендикулярны разрыву. Записывая систему для данного контрольного объема, затем стягивая боковые стороны к нулю и пренебрегая величиной интеграла на этих сторонах, получим с учётом направления обхода контура и знаков приращений координат и вдоль сторон, примыкающих к разрыву:
{\displaystyle \int \limits _{1-2}(qdx-fdt)-\int \limits _{3-4}(qdx-fdt)=0}
Значит
{\displaystyle \int \limits _{1-2}(q{\frac {dx}{dt}}-f)-\int \limits _{3-4}(q{\frac {dx}{dt}}-f)=0}
Величина {\displaystyle D={\frac {dx}{dt}}} — скорость распространения разрыва

## Соотношения на разрыве
Переходя к аппроксимациям интегралов по методу прямоугольников и используя обозначения для скачков величин на разрыве, получим систему соотношений:
{\displaystyle \left[\rho \right]D-\left[\rho u\right]=0;}
{\displaystyle \left[\rho u\right]D-\left[p+\rho u^{2}\right]=0;}
{\displaystyle \left[E\right]D-\left[u(E+p)\right]=0;}

## Примеры
Граница между двумя соударяющимися телами в момент соударения, в дальнейшем, в силу неустойчивости, произвольный разрыв распадается на два нормальных разрыва, движущихся в противоположные стороны.